# Girejowie
Girejowie – tatarska dynastia rządząca w Chanacie Krymskim od XV do XVIII wieku. Od 1475 drugi, pod względem prestiżu, ród po Osmanach w Imperium Osmańskim. Po aneksji Chanatu w 1783 przez Imperium Rosyjskie przedstawiciele dynastii wyemigrowali do Turcji.
Najwybitniejsi Girejowie:
- Hadżi Girej
- Mengli I Girej
- Islam III Girej